# Megalocolus lanceolator
Megalocolus lanceolator är en stekelart som först beskrevs av Walker 1862.  Megalocolus lanceolator ingår i släktet Megalocolus och familjen bredlårsteklar. Inga underarter finns listade i Catalogue of Life.